# Хойе-Таструп (коммуна)
Хойе-Таструп (дат. Høje-Taastrup Kommune) — датская коммуна в составе области Ховедстаден. Площадь — 78,41 км², что составляет 0,18 % от площади Дании без Гренландии и Фарерских островов. Численность населения на 1 января 2008 года — 47 158 человек (мужчины — 23 483, женщины — 23 675; иностранные граждане — 4572).
В состав коммуны входят Таструп, Хойе-Таструп (Høje Tåstrup), Хедехусене (Hedehusene).

## Железнодорожные станции

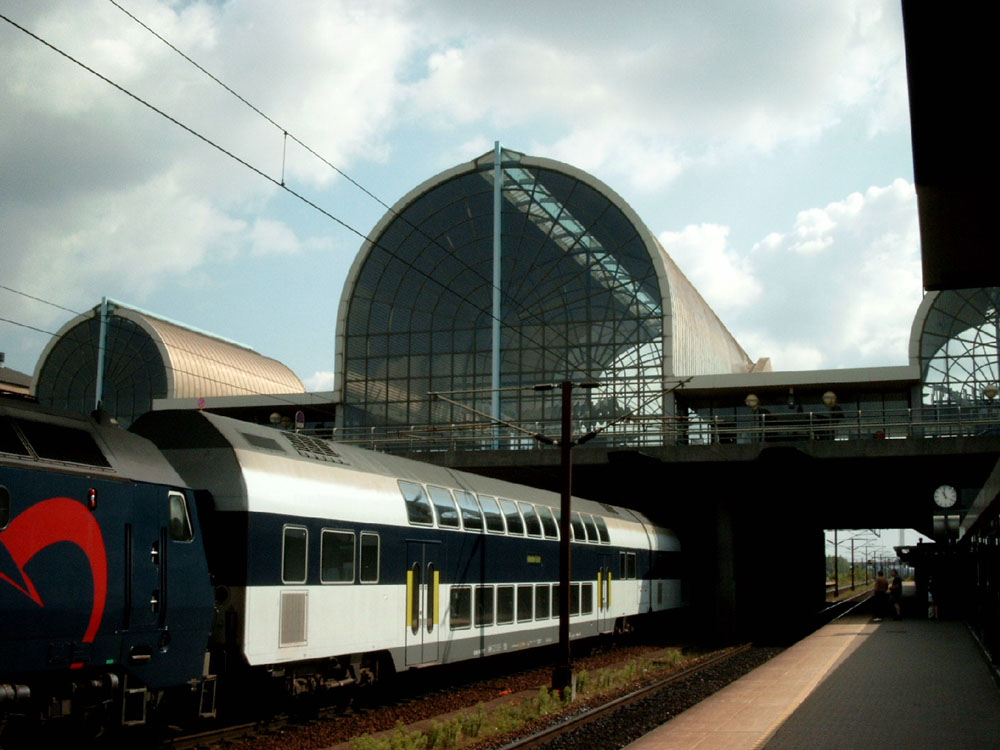
Железнодорожная станция Хойе-Таструп

- Хедехусене (Hedehusene)
- Хойе-Таструп (Høje Taastrup)
- Таструп (Taastrup)